# Pieter Adriaensz. 't Hooft
Pieter Adriaensz. 't Hooft (1610, Dordrecht - 1649-1650, mogelijk Leiden) was een Nederlandse beeldhouwer werkzaam in Den Haag. 't Hooft heeft onder meer beelden gemaakt voor de gevel van Paleis Noordeinde, het Huygenshuis, Mauritshuis en de Mauritspoort in Den Haag en de Doelenpoort in Leiden.
Het is niet ondenkbaar dat Pieter 't Hooft verwant was aan het Dordtse geslacht 't Hooft. Mogelijk kreeg hij zijn opleiding in Den Haag, want in 1639 werd hij toegelaten als lid van het Haagse Sint-Lucasgilde.
Pieter 't Hooft was werkzaam in:
- Den Haag 1639
- Utrecht 1644-1645
- Leiden 1645

## Galerij
Pieter 't Hooft vervaardigde onder andere de volgende beeldhouwwerken:

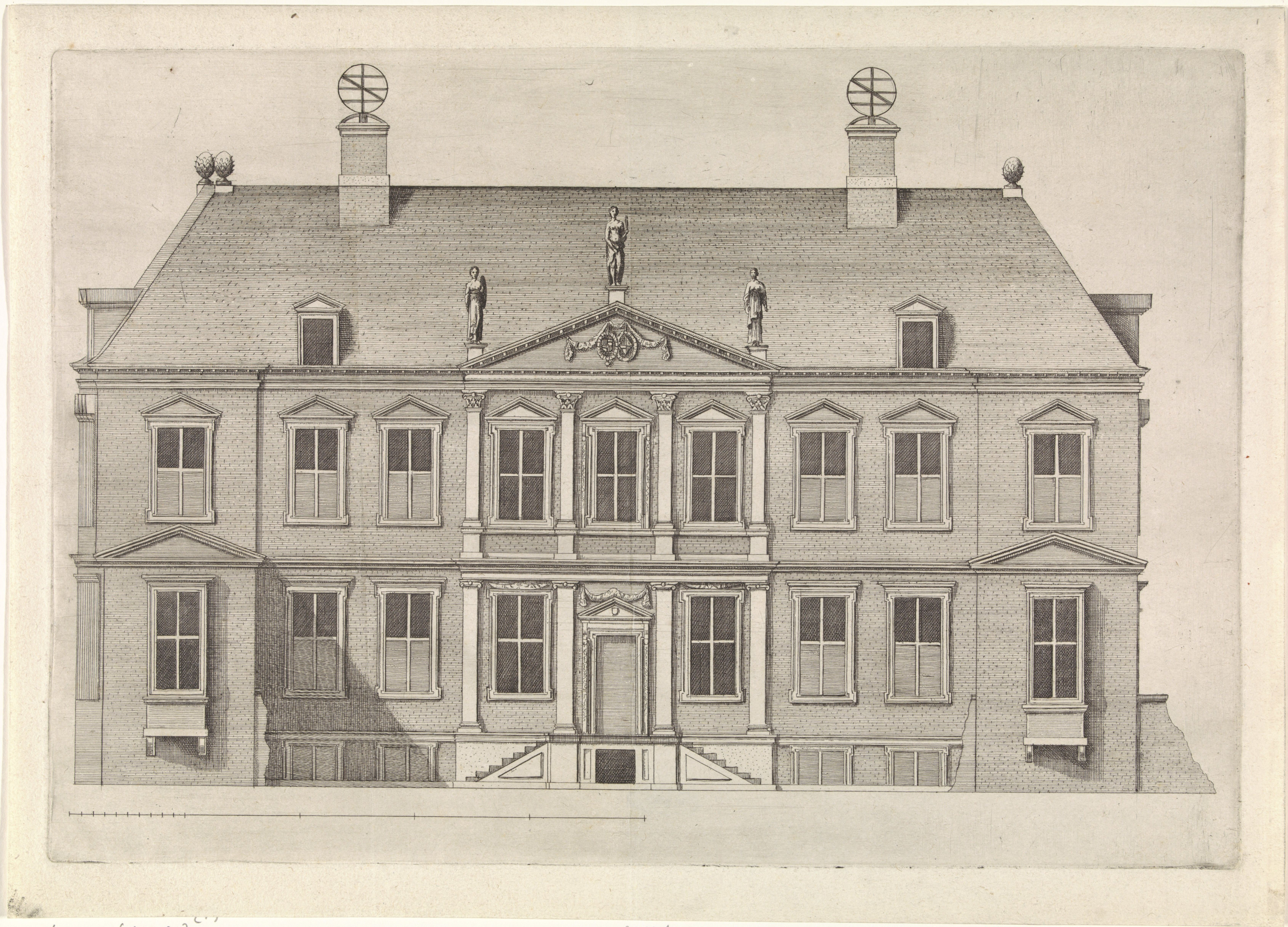
± 1636: Drie beelden op het fronton van het Huygenshuis in Den Haag
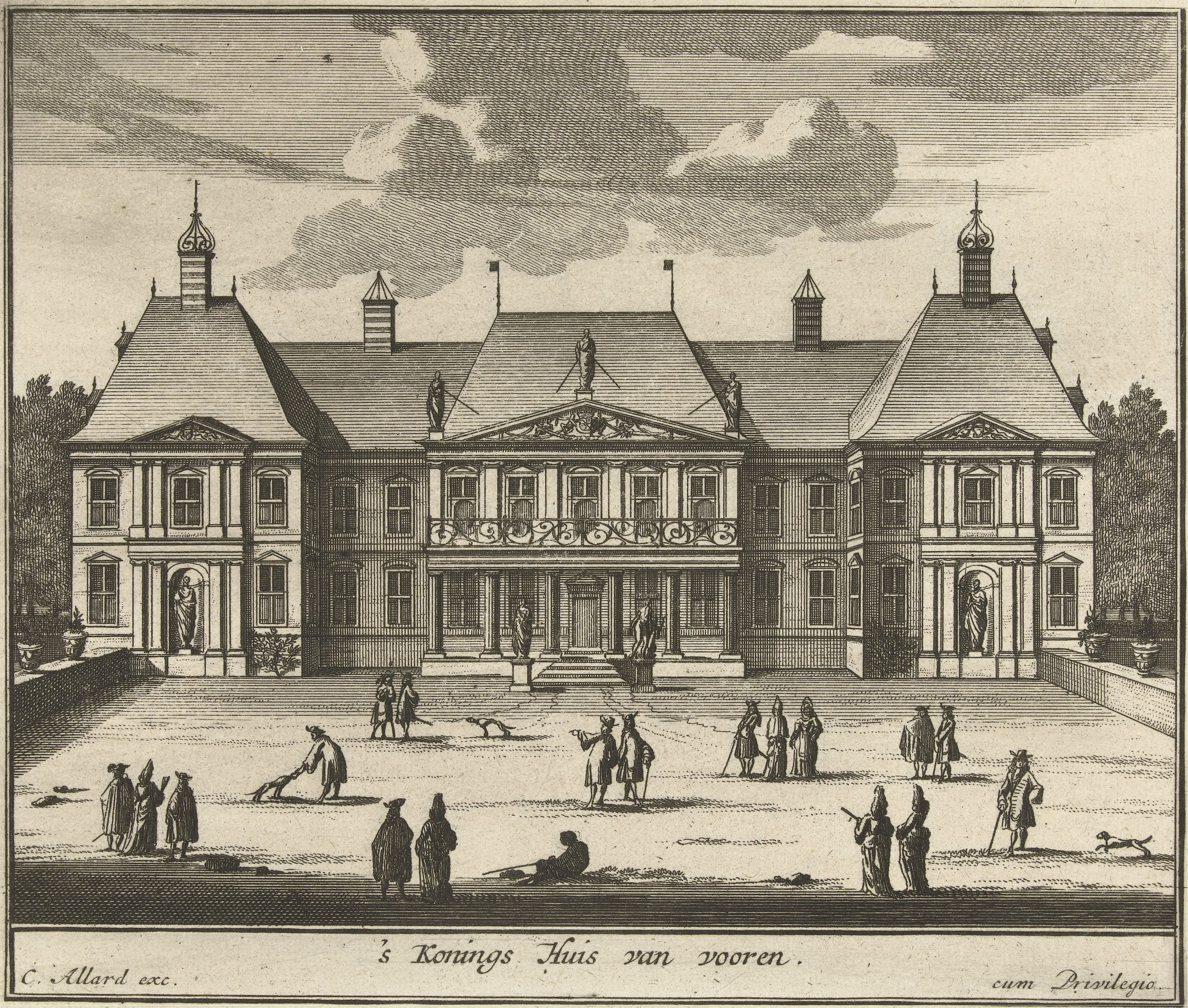
1638: Beelden van twee honden en drie kinderen, op de pilasters op de brug en boven de poort van Huis Honselaarsdijk
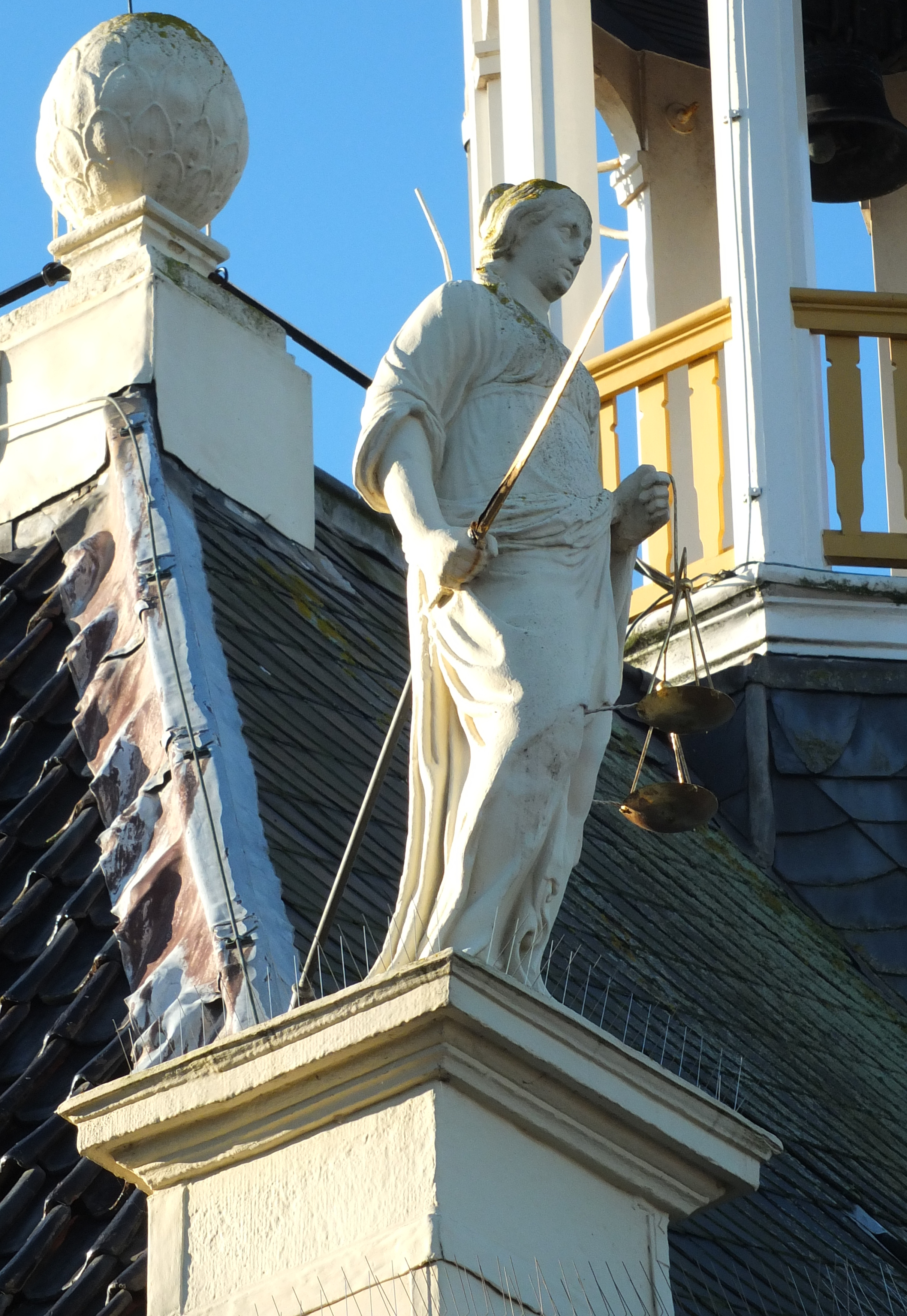
1639: Drie beelden op het raadhuis van Middelharnis
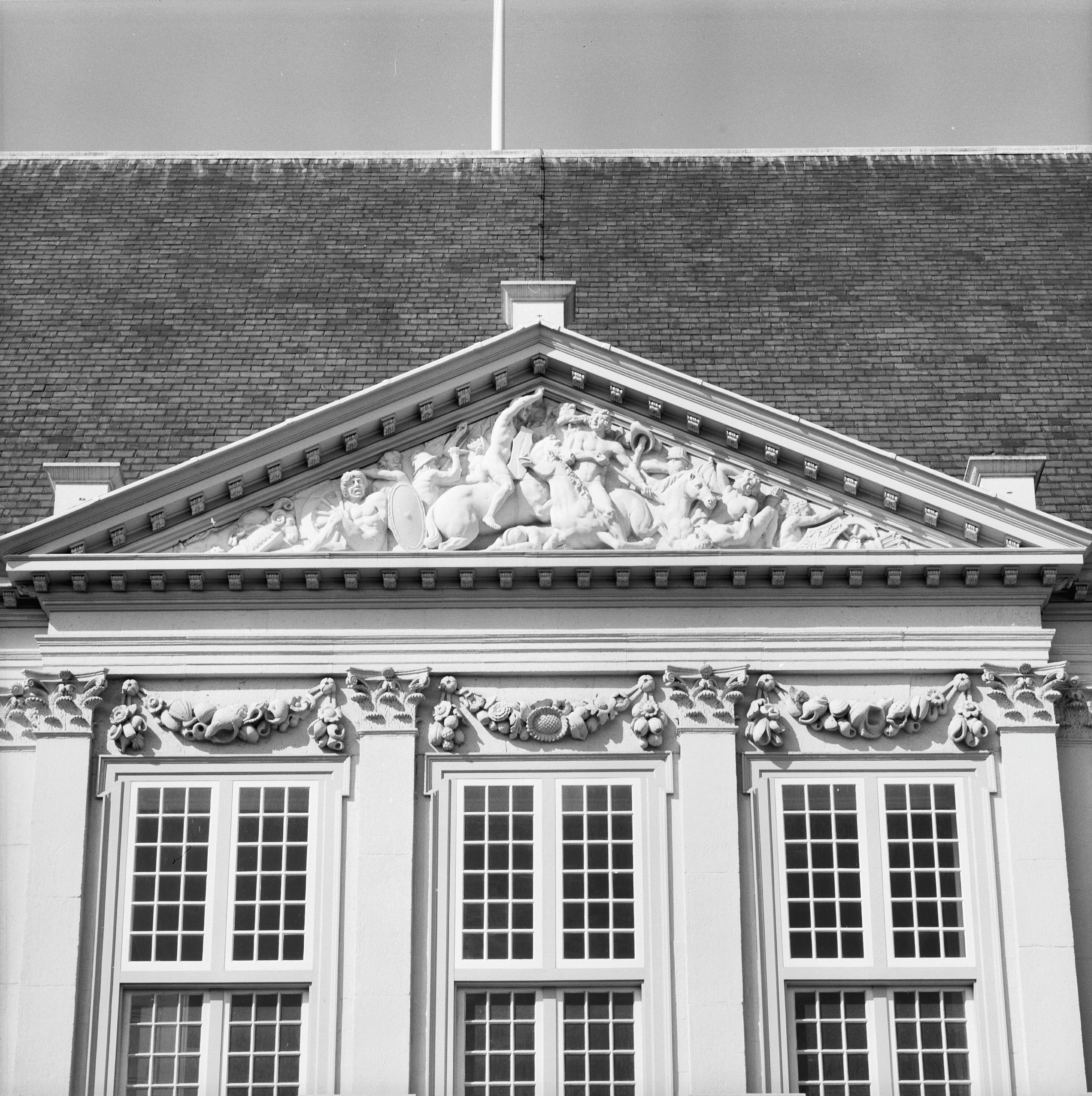
± 1640: Sculptuur in het fronton van Paleis Noordeinde, Den Haag
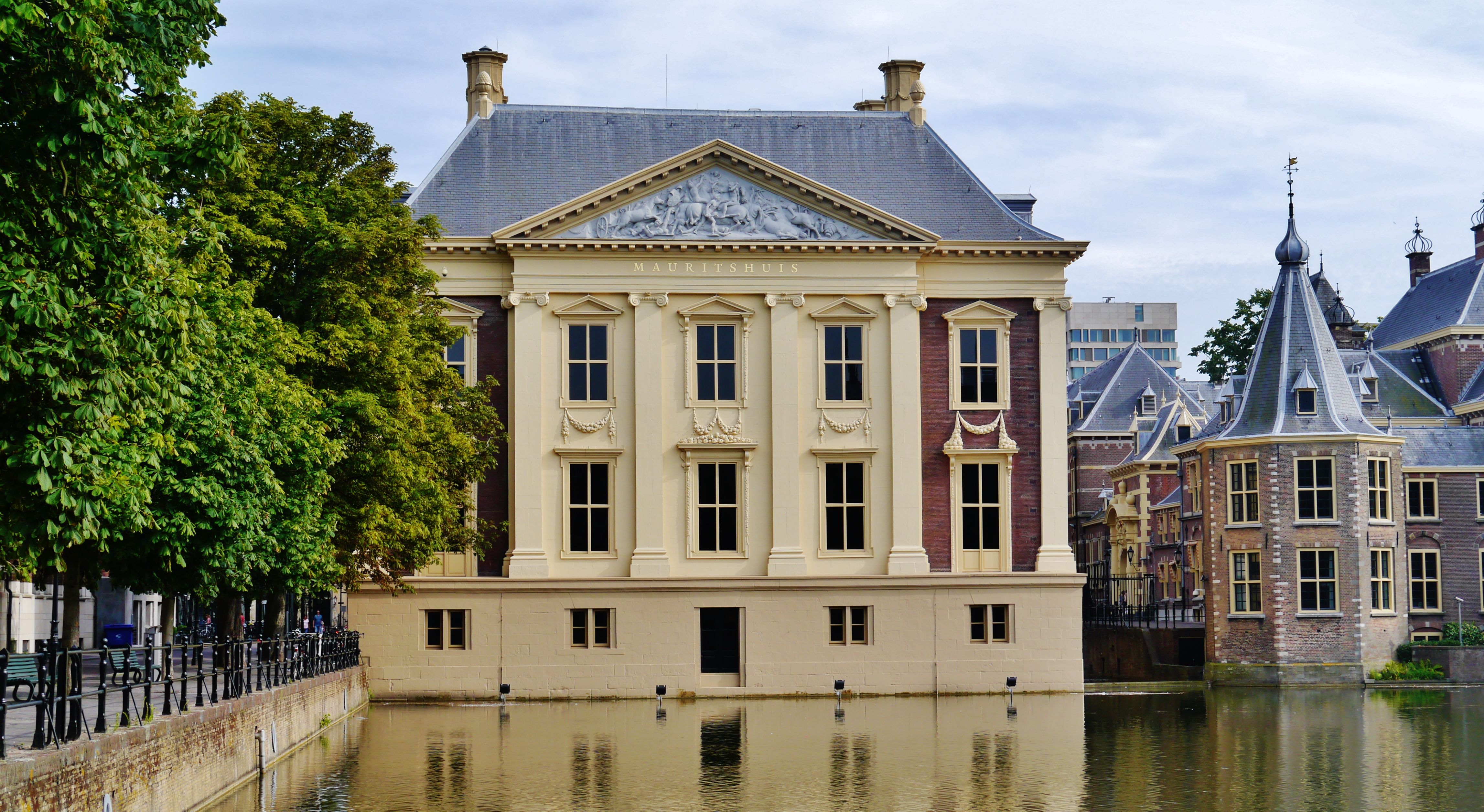
± 1640: Sculptuur in het fronton van het Mauritshuis, Den Haag
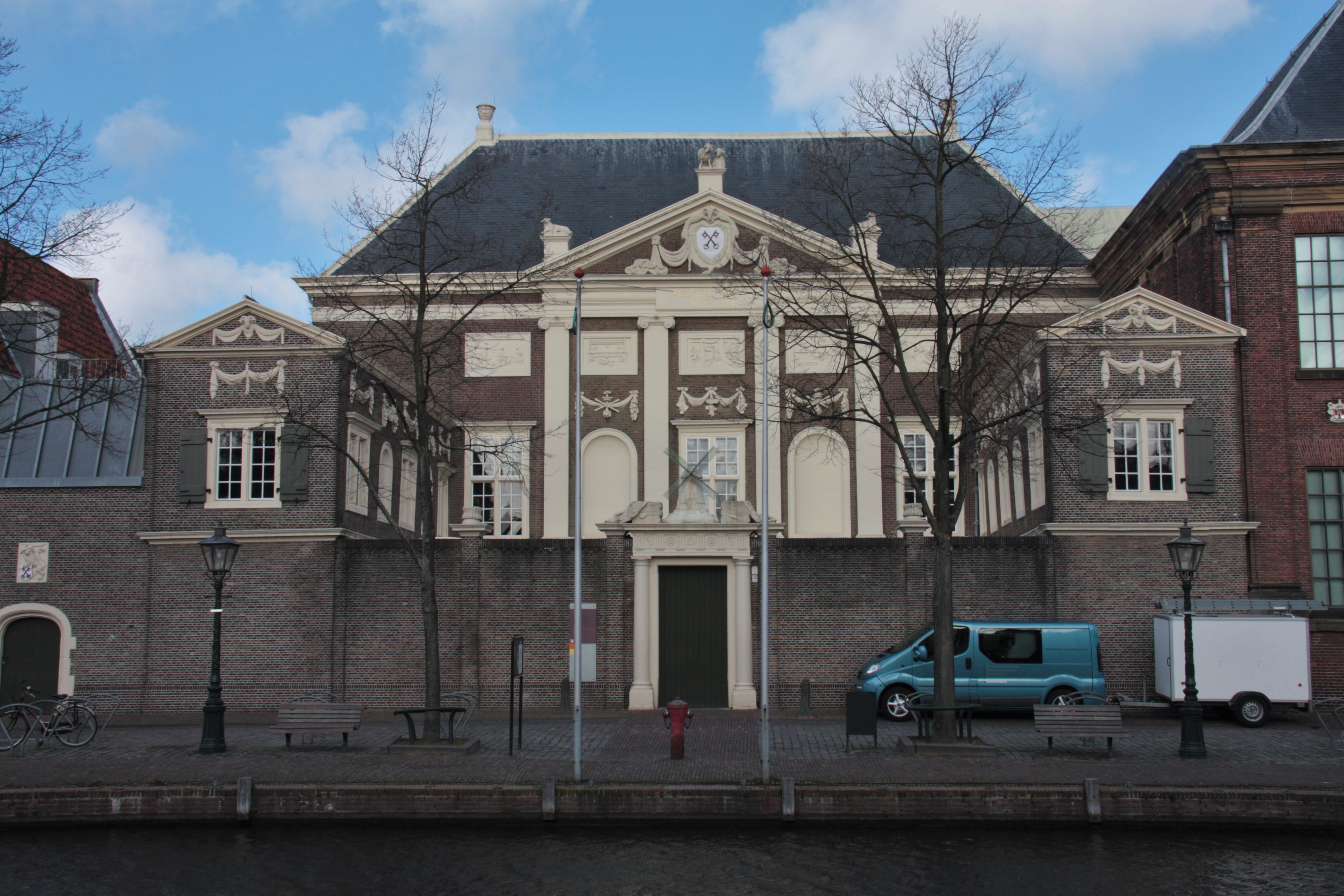
1642:Vijf taferelen tegen de gevel van de Lakenhal in Leiden
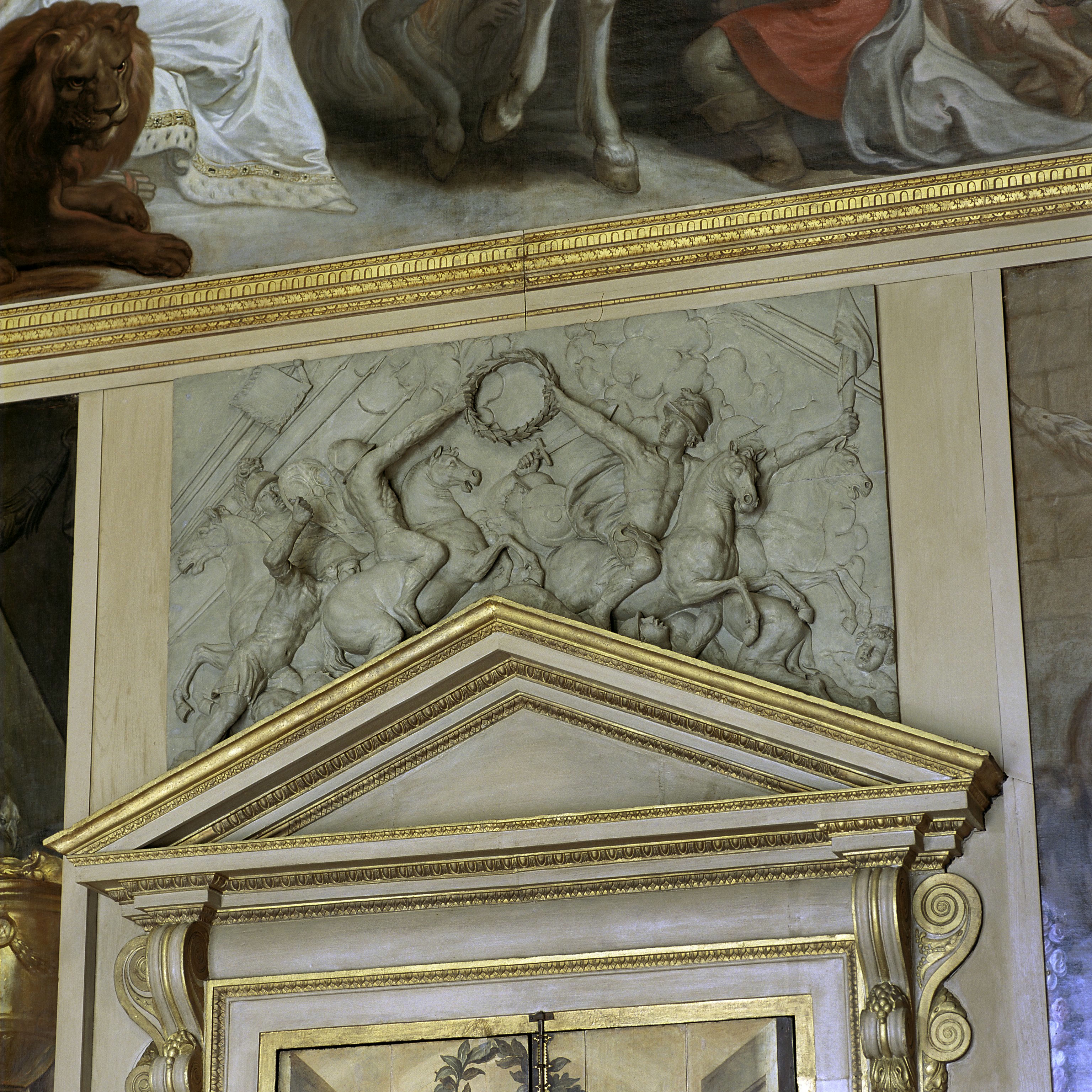
± 1644: Sculptuur boven fronton in de Oranjezaal in paleis Paleis Huis ten Bosch, Den Haag
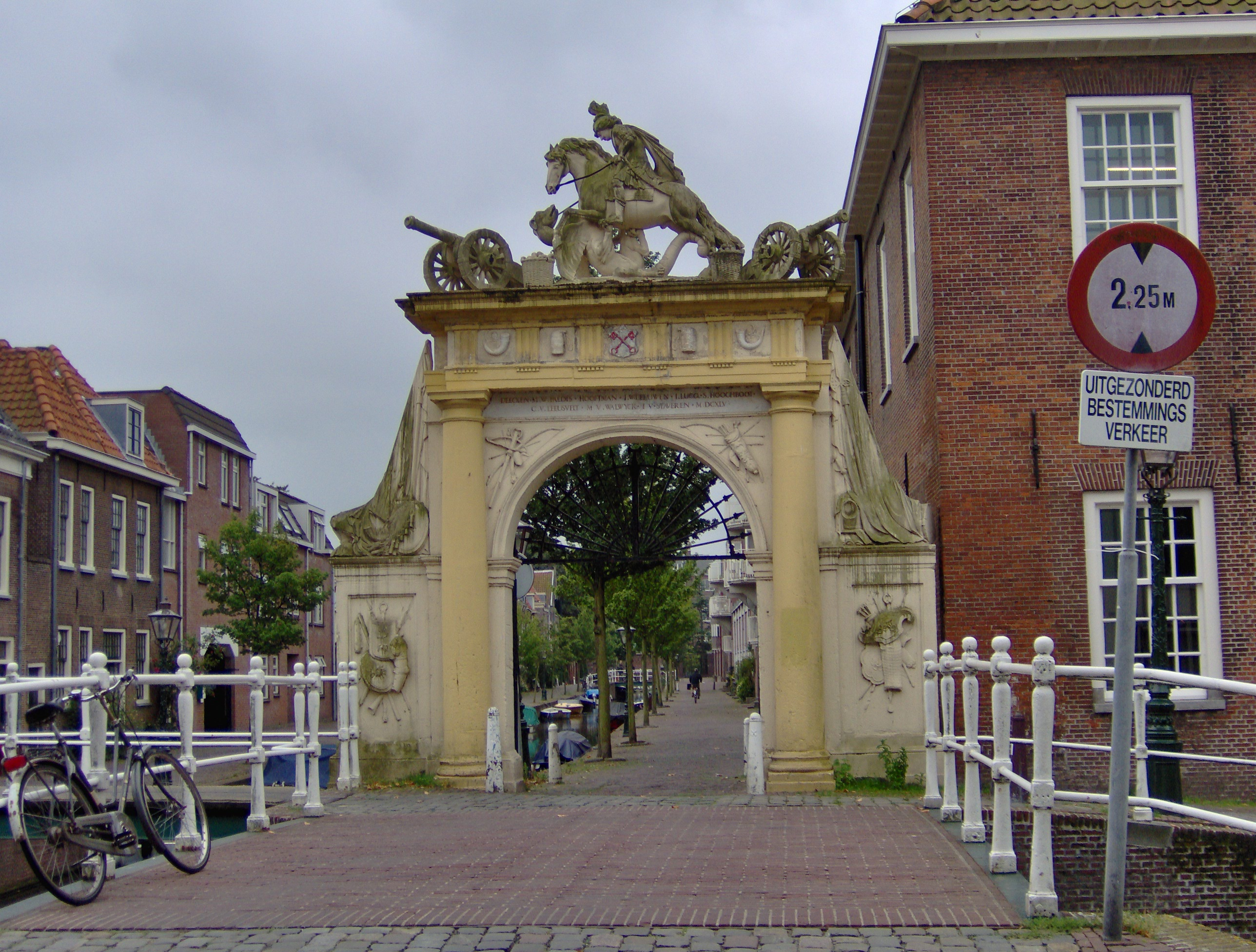
1645: Sint-Joris en de draak op de Doelenpoort, Leiden
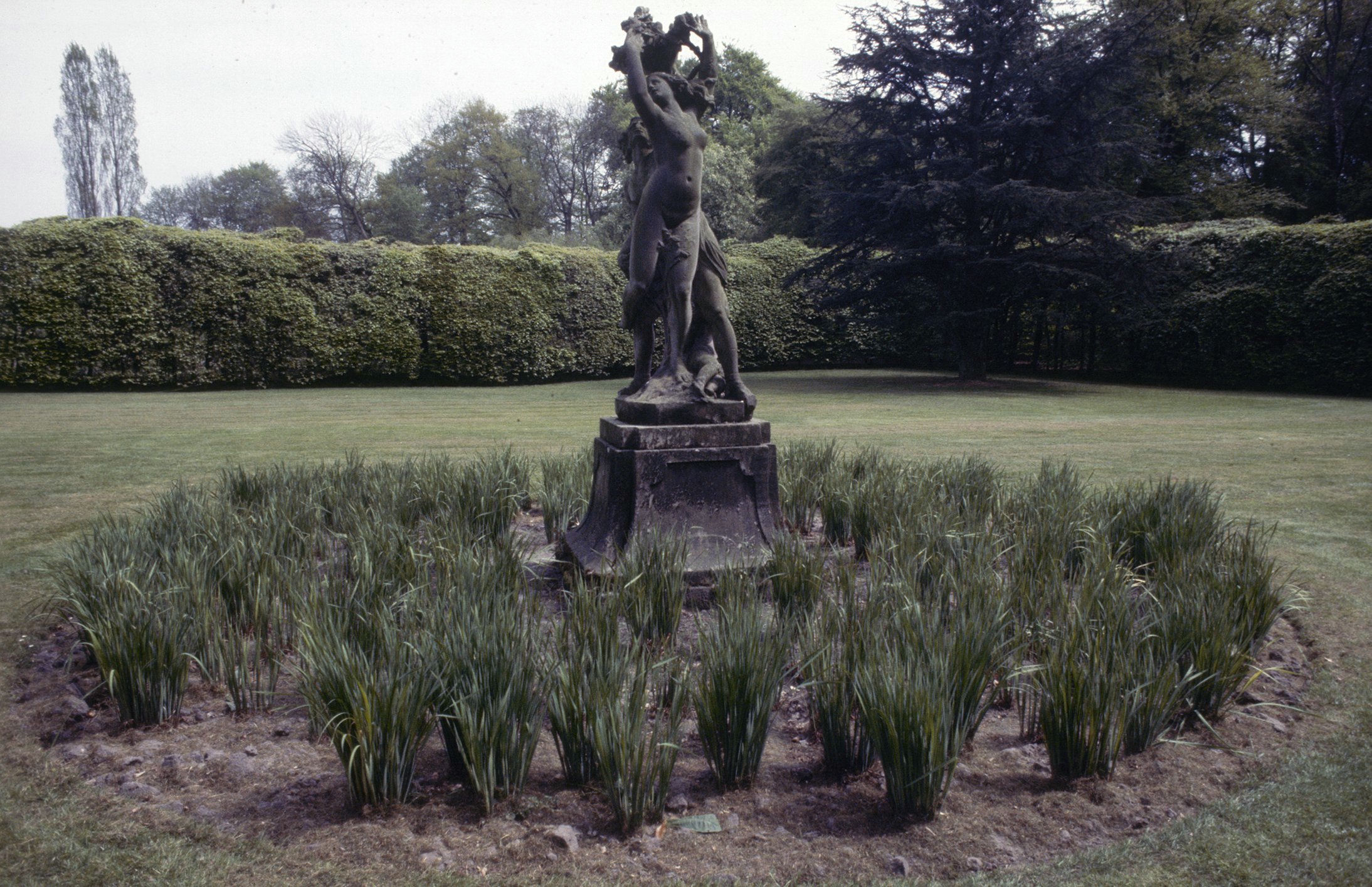
Sculptuur van Apollon, Daphne en een cupido bij Kasteel De Wildenborch (toegeschreven)

- RKD-Nederlands Instituut voor Kunstgeschiedenis: 242432